# Erdoğdu, Tuzlukçu
Erdoğdu là một xã thuộc huyện Tuzlukçu, tỉnh Konya, Thổ Nhĩ Kỳ. Dân số thời điểm năm 2011 là 343 người.